# روغن جوجوبا

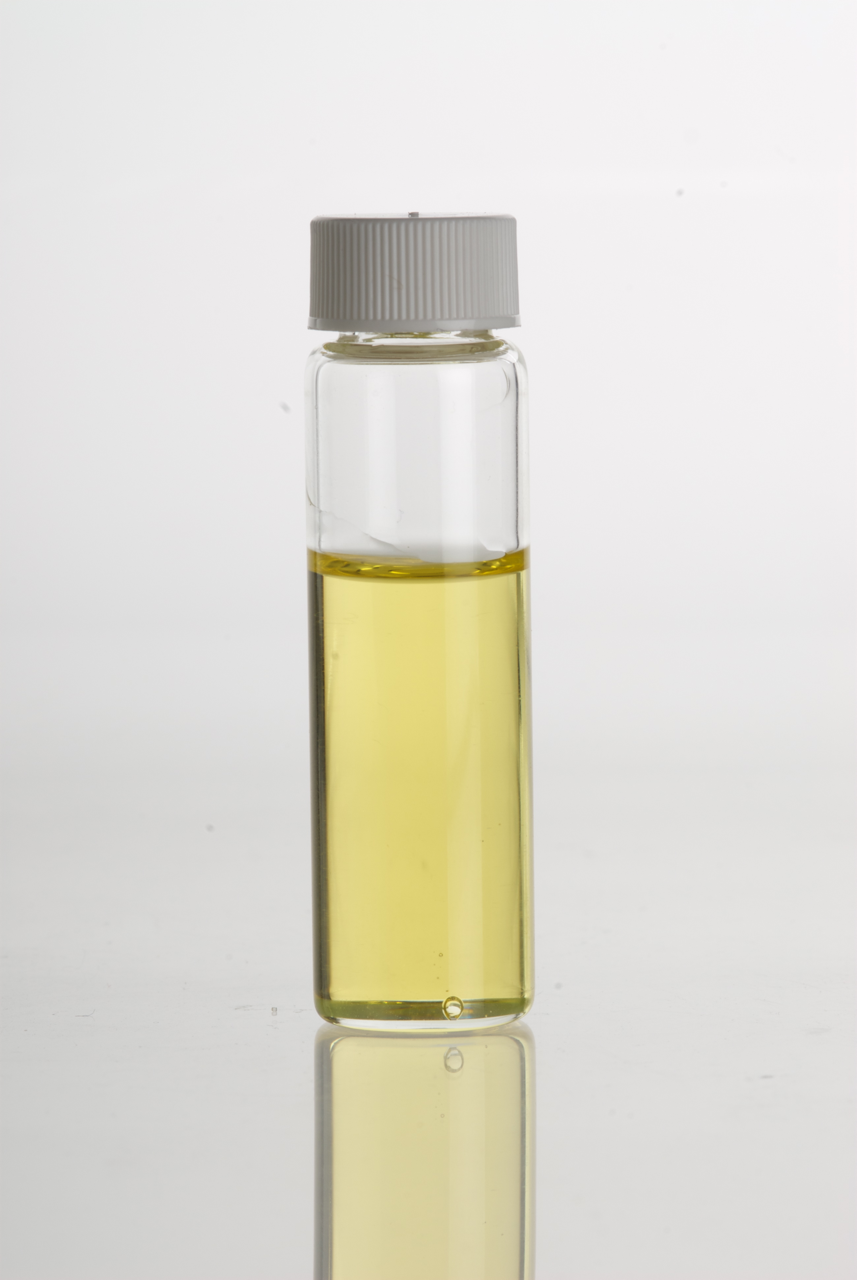
ویال شیشه‌ای حاوی روغن جوجوبا

روغن جوجوبا (به انگلیسی: Jojoba oil) مایع تولید شده در دانه گیاه سیموندزیا کینانسیس (جوجوبا) است، درختچه‌ای که بومی جنوب آریزونا، جنوب کالیفرنیا، و شمال غرب مکزیک است. تا حدود ۵۰٪ از وزن دانه جوجوبا برای روغن آن است. اصطلاحات «روغن جوجوبا» و «موم جوجوبا» اغلب به جای یکدیگر استفاده می‌شود زیرا به طور بصری موم همراه با روغن به نظر می‌رسد، اما به عنوان یک موم آن تقریباً به طور کامل (~۹۷٪) از تک استرهای اسیدهای چرب با زنجیره بلند و الکل‌ها، همراه با تنها بخش کوچکی از تری‌گلیسرید استرها تشکیل شده است. این ترکیب ماندگاری بالا و مقاومت فوق‌العاده‌ای را در دماهای بالا، در مقایسه با روغن‌های گیاهی دارد.

## خواص شیمیایی
| دمای ذوب     | ۷–۱۰٫۶ °C                          |
| ضریب شکست    | ۱٫۴۶۵۰ در ۲۵ °C                    |
| چگالی نسبی   | ۰٫۸۶۳ در ۲۵ °C                     |
| نقطه دود     | ۱۹۵ °C                             |
| نقطه اشتعال  | ۲۹۵ °C                             |
| تعداد ید     | ۸۲                                 |
| گرانروی      | ۴۸ SUS در ۹۹ °C ۱۲۷ SUS در ۳۷٫۸ °C |
| شاخص گرانروی | ۱۹۰-۲۳۰                            |

اسیدهای چرب موجود در روغن جوجوبا
| اسید چرب         | اتم کربن: پیوندهای دوگانه | موقعیت‌های پیوند دوگانه | درصد (مولی) |
| پالمیتیک اسید    | C16:0                     | -                      | ۰٫۳         |
| پالمیتولئیک اسید | C16:1                     | ۹                      | ۰٫۳         |
| اسید استئاریک    | C18:0                     | -                      | ۰٫۲         |
| اسید اولئیک      | C18:1                     | ۹                      | ۹٫۳         |
| آراکیدیک اسید    | C20:0                     | -                      | -           |
| گادولین اسید     | C20:1                     | ۱۱                     | ۷۶٫۷        |
| بهینیک اسید      | C22:0                     | -                      | کم          |
| اروسیک اسید      | C22:1                     | ۱۳                     | ۱۲٫۱        |
| لیگنوسریک اسید   | C24:0                     | -                      | ۰٫۱         |
| نرونیک اسید      | C24:1                     | ۱۵                     | ۱٫۰         |

## نگارخانه

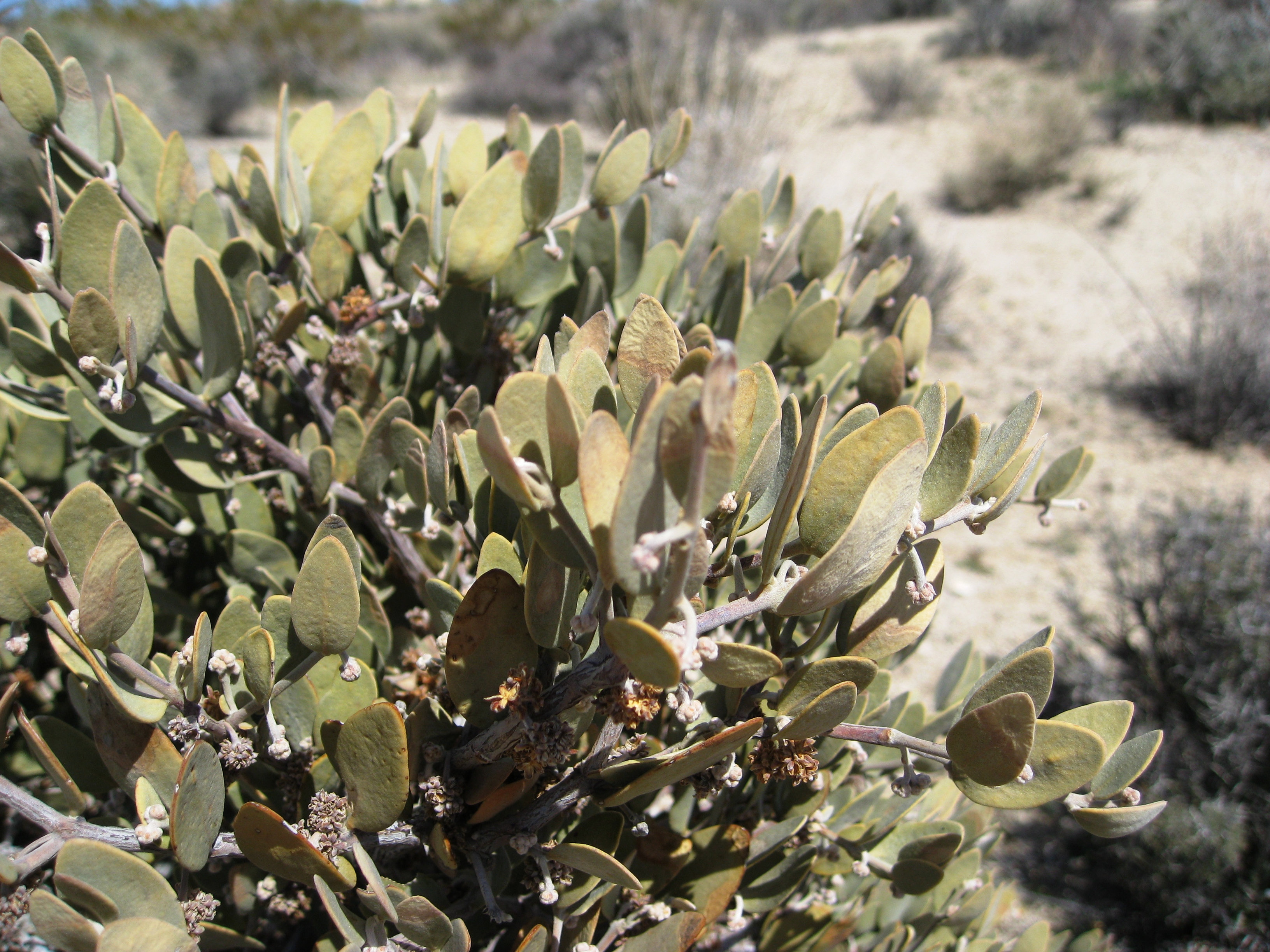
گیاه
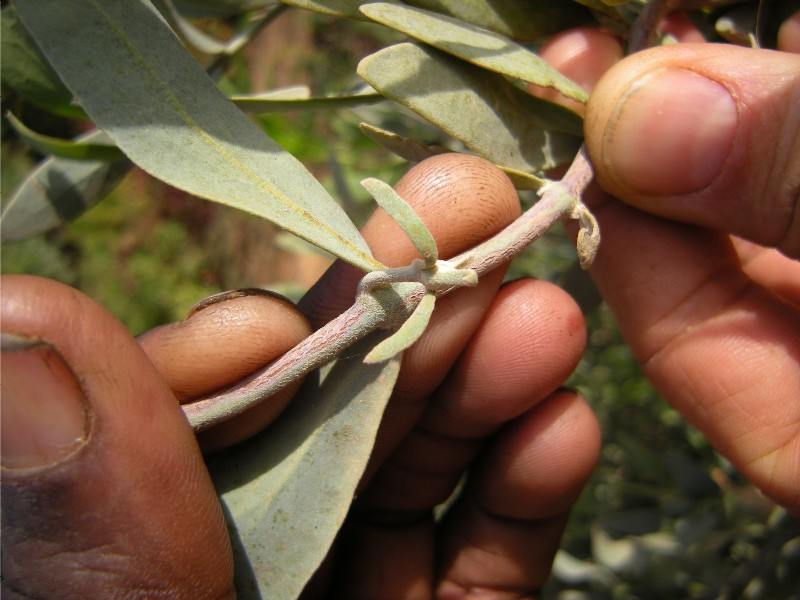
گل ماده
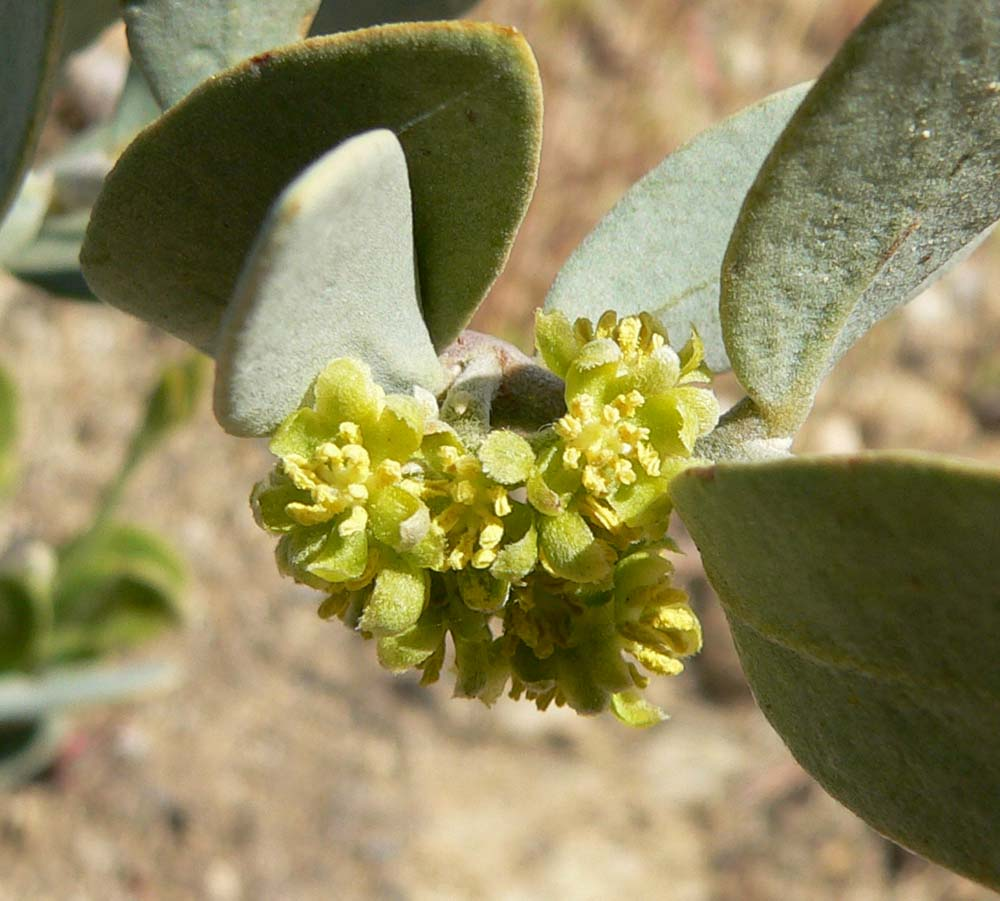
گل نر
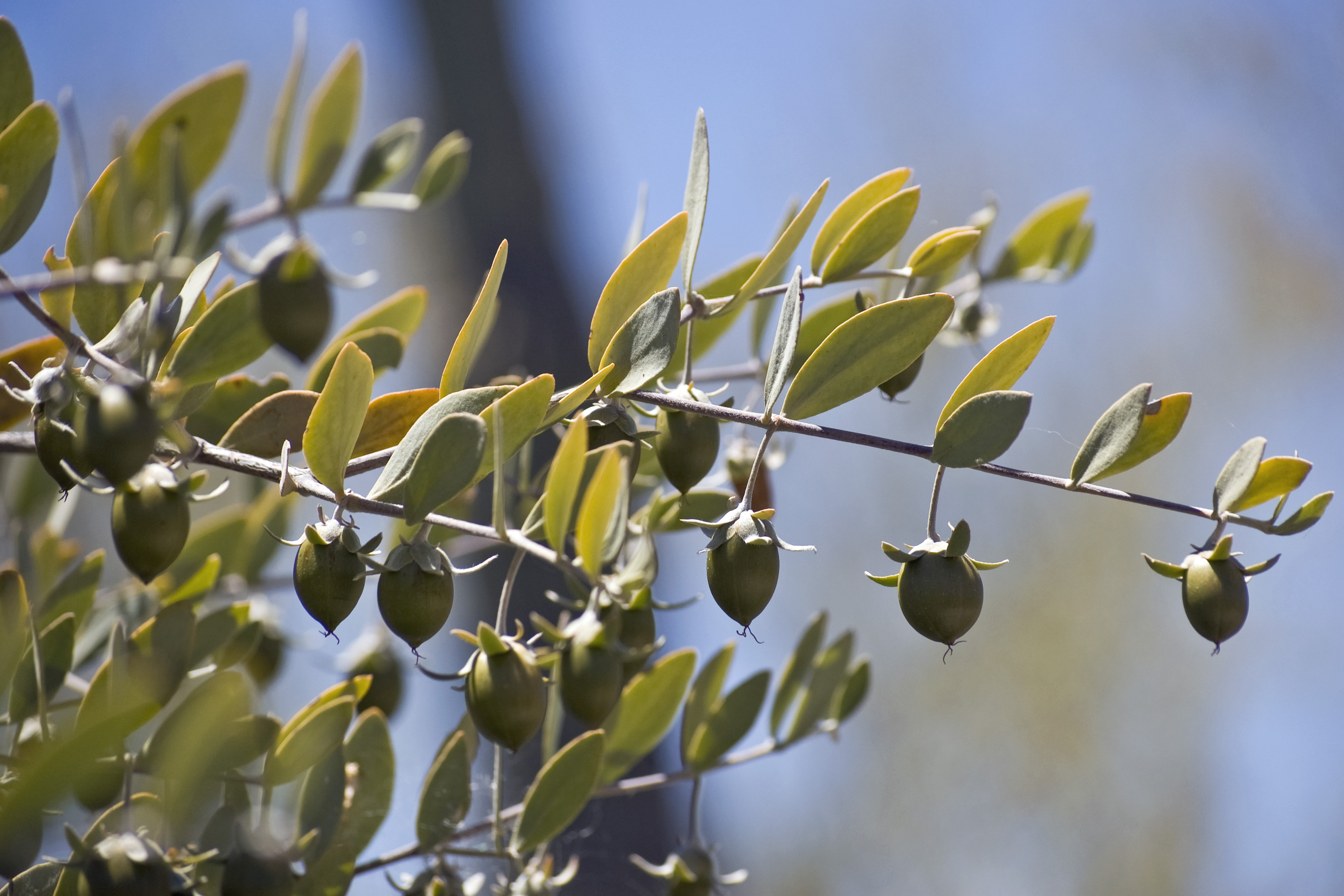
میوه‌ها
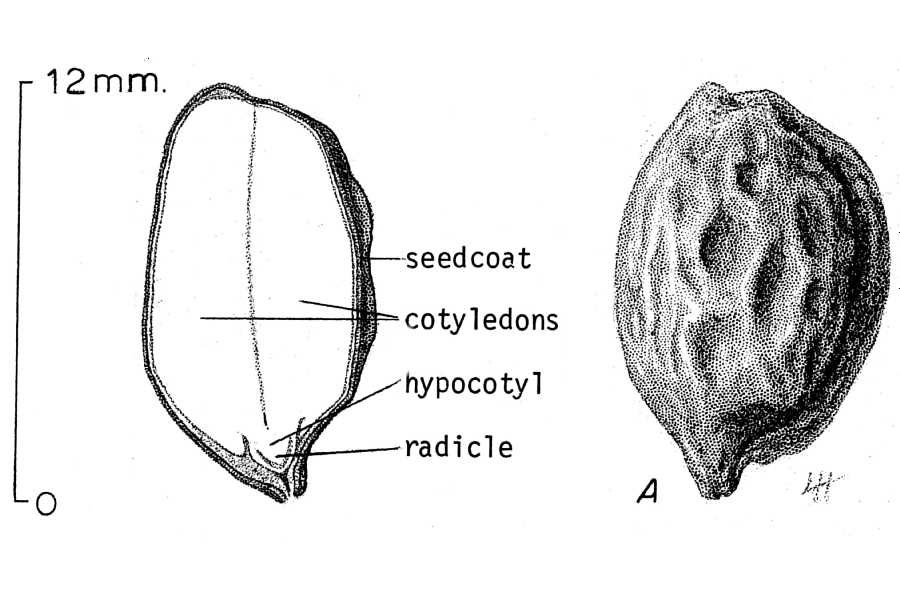
دانه